# Memória semântica
Memória semântica, por vezes denominada memória genérica, refere-se à memória dos significados, compreensão e a todas as formas de conhecimento baseado em conceitos. Ao contrário da memória episódica, não é pessoal, sendo partilhada por todos os falantes de uma língua, e ambas se localizam em diferentes partes do cérebro, pelo que uma pode ser afetada enquanto a outra não.